# Neohaematopinus sundasciuri
Neohaematopinus sundasciuri är en insektsart som beskrevs av Lance A. Durden 1991. Neohaematopinus sundasciuri ingår i släktet Neohaematopinus och familjen ledlöss. Inga underarter finns listade i Catalogue of Life.